# Przechód (Opole)
Pour les articles homonymes, voir Przechód.
Przechód est une localité polonaise de la voïvodie d'Opole et du powiat de Nysa.

## Histoire
De 1743 à 1945, Psychod fait partie de l'arrondissement de Neustadt-en-Haute-Silésie dans la district d'Oppeln au sein de la province de Silésie.